# 华山站 (陕西省)
华山站位于中国陕西省渭南市华阴市华山镇、距离华山景区入口玉泉院1.5公里，为陇海铁路车站，东距连云港站968公里，西距兰州站791公里。车站于1960年随陇海铁路因三门峡水库建设而实施的改道工程通车而启用，原名华山站。

## 历史
1997年4月改名华山西站，“华山站”一名由孟塬站使用。2004年车站停办客运后，车站为西安铁路局西安车务段管辖的四等站，货运仅办理专用线货物业务，设有通往华山采石场和西北第二合成药厂的专用线。
为发展华山旅游，本站于2021年进行高站台改造，以便开行动力集中动车组列车。改造后的华山西站于7月30日复名华山站，并将恢复客运业务，预计日均办理客运列车20列。

## 车站结构
华山站新建站房1492平方米，为线侧式布局。站房共有2层，一层主要为候车厅、办公区，二层主要为职工休息休闲区。
- 票务中心
- 候车室
- 车站站台
- 车站站牌